# سيرجيو ايبوريانو
سيرجيو ايبوريانو (بالرومانية: Sergiu Epureanu)‏ هو لاعب كرة قدم مولدوفي في مركز الوسط، ولد في 12 سبتمبر 1976 في تيراسبول في مولدوفا. شارك مع منتخب مولدوفا لكرة القدم. أما مع النوادي، فقد لعب مع إسطنبول سبور وزمبرو تشيسيناو وسامسون سبور وميلسامي أورهي ونادي تيراسبول ونادي طراز ونادي فورسكلا بولتافا ونيمان غرودنو.

## وصلات خارجية
- سيرجيو ايبوريانو على موقع الاتحاد الدولي (مؤرشف)  (الإنجليزية)
- سيرجيو ايبوريانو على موقع الاتحاد الأوربي (الإنجليزية)
- سيرجيو ايبوريانو على موقع اتحاد تركيا (لاعب) (الإنجليزية)
- سيرجيو ايبوريانو على موقع اتحاد أوكرانيا (الإنجليزية)
- سيرجيو ايبوريانو على موقع قاعدة بيانات كرة القدم.إي يو (الإنجليزية)
- سيرجيو ايبوريانو على موقع ناشيونال فوتبول تيمز (الإنجليزية)
- سيرجيو ايبوريانو على موقع Soccerway.com (الإنجليزية)